# Cerylon histeroides
Cerylon histeroides is een keversoort uit de familie dwerghoutkevers (Cerylonidae). De wetenschappelijke naam van de soort werd in 1792 gepubliceerd door Johann Christian Fabricius.